# La Setmana de Rosselló
La Setmana de Rosselló (oficialment en francès: La Semaine du Roussillon) és un mitjà de comunicació nord-català en seu a Perpinyà, fundat l'any 1996. Disposa d'una edició en paper que es publica setmanalment cada dimecres, com també d'una versió en línia. Les seves notícies se centren sobretot en la Catalunya Nord. A partir del febrer de 2025 forma part de Grup Món.
Pel que fa a la presència del català dins el mitjà, la versió digital ofereix totes les seves notícies en català i francès. També cal destacar que d'ençà del setembre de 2024 el seu compte de Twitter publica exclusivament en català.